# Hosanna z Mantui
Hosanna z Mantui, wł. Osanna Andreasi (ur. 17 stycznia 1449 w Carbonarola, zm. 18 czerwca 1505 w Mantui) – włoska mistyczka i stygmatyczka, tercjarka dominikańska (OPs) i błogosławiona Kościoła rzymskokatolickiego.
Urodziła się w szlacheckiej rodzinie. W wieku 5 lat podczas spaceru brzegiem rzeki Pad usłyszała głos, który powiedział jej: "życie i śmierć polega na miłowaniu Boga" i wtedy w czasie ekstazy zobaczyła niebiańską hierarchię i znowu usłyszała głos, który jej powiedział: "Aby wejść do nieba, konieczne jest kochać Boga bardzo wiele. Zobacz, jak wszystkie rzeczy stworzone śpiewają jego chwałę i głoszą ją do ludzi".
Mając piętnaście lat wstąpiła do zgromadzenia tercjarek dominikańskich, a wieku trzydziestu lat otrzymała stygmaty na głowie i stopach, a także doświadczała męki Chrystusa. Pomagała ubogim i chorym.
Zmarła 18 czerwca 1505 roku, mając 56 lat, w opinii świętości. Jej grób znajduje się w Katedrze Świętego Piotra w Mantui.
Została beatyfikowana przez papieża Innocentego XII w dniu 24 listopada 1694 roku.